# Sargus latum
Sargus latum är en tvåvingeart som först beskrevs av Lindner 1966.  Sargus latum ingår i släktet Sargus och familjen vapenflugor.
Artens utbredningsområde är Madagaskar. Inga underarter finns listade i Catalogue of Life.